# 富爾根巴赫河
富爾根巴赫河（德語：Fulgenbach），是德國的河流，位於該國東北部，由梅克倫堡-前波美拉尼亞州負責管轄，河道全長8公里，流域面積27.5平方公里，發源自施泰芬斯哈根以東。